# GRB 110328A
GRB 110328A是由雨燕卫星于2011年3月28日探测到的伽玛射线暴（gamma-ray burst，GRB），这也是在至今探测到持续时间最长的一次伽玛射线暴。这次伽玛射线暴发生在天龙座一个小星系的中心，距离地球约38亿光年。
科学家认为这种极端异常的能量释放，可能是由星系中心附近一个大质量黑洞利用其强大的潮汐力撕裂了一颗靠近它的恒星引发的，黑洞产生了两束剧烈的喷流，而其中一束恰好正对着地球。